# Famille Martin de Méreüil
La famille Martin de Méreüil, anciennement Martin de La Pierre (aussi orthographié La Piarre), est une famille subsistante de la noblesse française originaire du Dauphiné. Elle prend son nom des localités de la Piarre puis de Méreuil, dans les Hautes-Alpes. La famille Martin de Méreuil (La Piarre) n'est pas apparentée avec la famille de La Piarre.  

## Histoire

### Origine
D'après l'historien et généalogiste Guy Allard (1672), le premier membre connu de cette famille serait Bonnet Martin, né vers 1470, qui épousa Catherine de Bonne les Diguières tante et tutrice du connétable François de Bonne de Lesdiguières. Bonnet serait issu de la famille Martin de Champoléon, noble dès le XVe siècle.
Jacques Martin, fils de Bonnet et châtelain de Saint-Laurent-du-Cros, achète un fief situé au Cros en 1530. Cette acquisition permet un anoblissement par le fief.
D'après Joseph Roman, le nom « Martin de la Piarre » est choisi par Jacques Martin, protestant rattaché à Lesdiguières et issu de Beaurepaire en Champsaur. Il joignit son nom au hameau de la Piarre ou il possédait des terres. Il épouse Suzanne de Philibert et mourut en 1640. Il est le grand père de Jacques Martin de la Pierre (1699-1788).

### Confirmation de noblesse
Jacques Martin de la Pierre (1699-1788) est Juriste, avocat en Parlement, financier. Il est trésorier général de l’artillerie lors de la campagne d’Italie de 1734 et receveur des finances de Gap entre 1737 et 1776. Il est aussi administrateur et est subdélégué de l’intendant du Dauphiné à Gap entre 1742 et 1763. La chambre des comptes le donne « nobili more » en 1752 et il relève ainsi la situation nobiliaire de sa maison. La même année, il obtient son inscription au rôle des nobles de Gap. Ses armes « D’or au soleil de gueules au chef d’argent chargé de trois roses d’azur » sont timbrées d'une couronne comtale. Il acquiert en 1747 la seigneurie de Méreüil. Il est propriétaire d’un hôtel particulier devenu l'hôtel de ville de Gap. Erudit, il constitue une bibliothèque de 16 000 volumes. En mars 1788 il achète le fief de Saint-Nicolas. La famille Martin de la Pierre est porté sur la liste de la capitation de la noblesse de Gap en 1770,.

### Établissement du nom
Jacques Martin de la Pierre épouse Louise de Durand de Pontaujard, dont la maison s'éteignit avec ses frères et sœurs, restés en célibats. Ils laissent leurs biens, armes et droits à leur neveu (et fils de Jacques Martin de la Pierre) Louis Martin de Méreüil (1749-1810), Seigneur de Méreuil, la Villette et Saint-Nicolas de Montorcier. Il se marie à Louise le Blanc de Camargues en 1773 et est le premier à se faire appeler « Martin de Méreüil »,. Son fils, Alphonse Martin de Méreüil, né en 1774, entre dans les armées par l’école militaire de Tournon sous la qualité de pensionnaire gentilhomme.

## Titres
- Seigneur de Méreuil en 1747 (basse justice)[8],
- Seigneur de la Villette (Chaillol) en 1756 (basse justice)[9],
- Seigneur de  Saint-Jean de Montorcier en 1767 (basse, moyenne et haute justice)[10].

## Demeures
- Hôtel de ville et bibliothèque de Gap[3].

## Armes
| Blason | Blasonnement : D’or au soleil de gueules au chef d’argent chargé de trois roses d'azur., |

## Personnalités
- Jacques Martin de la Pierre (1699-1788), grand érudit et riche financier, il réunit une bibliothèque de 16 000 volumes et des tableaux de maitres[3].
- Albert Martin de Méreüil (1801-1905), élève de l’école polytechnique, colonel d’Artillerie, Commandeur de la Légion d'Honneur[3].

## Alliances
Les principales alliances de la famille sont : de Bonne (av. 1522), Olphi dit Galhard (av.1558), de Gauthier (1565), de Combourcier (1570), de Philibert (av. 1630), de Révillasc (1640), de Gras (1671), du Tanc (1688), Le Blanc de Châteauvillard (1698), de Durand de Pontaujard (1743), Le Blanc de Camargues (1773), de Piolenc (1802), de Barrès du Molard (1832), Bouchelet de Vendegies (1923), de Parseval (1856), Bouchelet de Vendegies (1923).